# Флаги Пермского края
Список флагов муниципальных образований Пермского края Российской Федерации.
На 1 января 2020 года в Пермском крае насчитывалось 111 муниципальных образований — 26 городских округов, 13 муниципальных округов, 7 муниципальных районов и 65 сельских поселений.
С 21 мая по 20 ноября 2012 года, под руководством геральдической комиссии при губернаторе Пермского края, Администрация губернатора Пермского края и Министерство образования Пермского края, был проведён конкурс творческих работ по разработке гербов и флагов городских и сельских поселений Пермского края, не учредивших свою официальную символику.
К участию в конкурсе были допущены только учащиеся 5-11 классов общеобразовательных учреждений, 1-2 курсов учреждений начального профессионального образования, студенты 1-2 курсов учреждений среднего и высшего профессионального образования Пермского края.
Творческие работы, победившие в конкурсе, были направлены в соответствующие муниципальные образования с рекомендациями об их рассмотрении при учреждении официальных символов муниципальных образований.

## Флаги городских округов
| Флаг | Наименование                                                       | Дата утверждения                  | Номер в ГГР |
| ---- | ------------------------------------------------------------------ | --------------------------------- | ----------- |
|      | Флаг муниципального образования город Пермь                        | 8 июня 1999                       | 288         |
|      | Флаг муниципального образования «Город Березники»                  | 28 апреля 1998                    | 276         |
|      | Флаг Верещагинского городского округа                              | 26 октября 2006                   | 2941        |
|      | Флаг Горнозаводского городского округа                             | 30 сентября 2008 25 сентября 2018 | 5055        |
|      | Флаг Гремячинского городского округа                               | 24 сентября 2010 15 ноября 2018   | 7016        |
|      | Флаг Губахинского городского округа                                | 24 июня 2010 18 января 2013       | 6400        |
|      | Флаг Добрянского городского округа                                 | 24 апреля 2007 24 декабря 2020    | 3417        |
|      | Флаг городского округа ЗАТО Звёздный                               | 17 августа 2010                   | 6401        |
|      | Флаг Ильинского городского округа                                  | 26 ноября 2008                    | 4485        |
|      | Флаг городского округа «Город Кизел»                               | 31 августа 2005 30 октября 2020   | 1965        |
|      | Флаг Красновишерского городского округа                            | 16 февраля 2009                   | 4722        |
|      | Флаг Краснокамского городского округа                              | 29 ноября 2006 19 сентября 2018   | 3809        |
|      | Флаг муниципального образования «Городской округ — город Кудымкар» | 30 апреля 2010                    | 6103        |

| Флаг | Наименование                                   | Дата утверждения                 | Номер в ГГР |
| ---- | ---------------------------------------------- | -------------------------------- | ----------- |
|      | Флаг муниципального образования «Город Кунгур» | 25 июня 2009                     | 5703        |
|      | Флаг Лысьвенского городского округа            | 25 августа 2010 28 сентября 2012 | 6404        |
|      | Флаг Нытвенского городского округа             | 25 апреля 2019                   | 3449        |
|      | Флаг Октябрьского городского округа            | 25 марта 2010                    | 5894        |
|      | Флаг Осинского городского округа               | 22 июля 2008 27 марта 2020       | 4481        |
|      | Флаг Оханского городского округа               | 15 апреля 2009 24 сентября 2018  | 5782        |
|      | Флаг Очёрского городского округа               | 2 февраля 2006                   | 2143        |
|      | Флаг Соликамского городского округа            | 12 февраля 2009                  | 4670        |
|      | Флаг Суксунского городского округа             | 9 апреля 2010                    | 5881        |
|      | Флаг Чайковского городского округа             | 27 октября 2010 21 сентября 2018 | 7032        |
|      | Флаг Чердынского городского округа             | 18 декабря 2009 27 февраля 2020  | 5884        |
|      | Флаг Чернушинского городского округа           | 27 августа 2010                  | 6408        |
|      | Флаг Чусовского городского округа              | 29 января 2009                   | 5073        |

## Флаги муниципальных округов
| Флаг | Наименование                                | Дата утверждения                | Номер в ГГР |
| ---- | ------------------------------------------- | ------------------------------- | ----------- |
|      | Флаг Александровского муниципального округа | 24 ноября 2005                  | 2053        |
|      | Флаг Бардымского муниципального округа      | 11 февраля 2010                 | 5886        |
|      | Флаг Берёзовского муниципального округа     | 22 октября 2009                 | 5596        |
|      | Флаг Гайнского муниципального округа        | 29 января 2010 19 февраля 2021  | 5882        |
|      | Флаг Еловского муниципального округа        | 8 ноября 2010                   | 7030        |
|      | Флаг Карагайского муниципального округа     | 17 сентября 2010                | 6402        |
|      | Флаг Кишертского муниципального округа      | 26 февраля 2009                 | 4791        |
|      | Флаг Косинского муниципального округа       | 9 февраля 2009                  | 5590        |
|      | Флаг Кочёвского муниципального округа       | 25 февраля 2010 10 февраля 2020 | 5890        |

| Флаг | Наименование                             | Дата утверждения                 | Номер в ГГР |
| ---- | ---------------------------------------- | -------------------------------- | ----------- |
|      | Флаг Кудымкарского муниципального округа | 4 октября 2010                   | 7018        |
|      | Флаг Куединского муниципального района   | 20 августа 2010                  | 6403        |
|      | Флаг Ординского муниципального округа    | 23 октября 2009                  | 5594        |
|      | Флаг Сивинского муниципального округа    | 26 января 2006                   | 2184        |
|      | Флаг Уинского муниципального округа      | 24 сентября 2009 25 февраля 2021 | 5592        |
|      | Флаг Частинского муниципального округа   | 25 августа 2010                  | 6407        |
|      | Флаг Юрлинского муниципального округа    | 27 февраля 2009                  | 4724        |
|      | Флаг Юсьвинского муниципального района   | 29 декабря 2009                  | 5895        |

## Флаги муниципальных районов
| Флаг | Наименование                                 | Дата утверждения | Номер в ГГР |
| ---- | -------------------------------------------- | ---------------- | ----------- |
|      | Флаг Большесосновского муниципального района | 28 июля 2010     | 6360        |
|      | Флаг Кунгурского муниципального района       | 29 июля 2009     | 5584        |

| Флаг | Наименование                         | Дата утверждения | Номер в ГГР |
| ---- | ------------------------------------ | ---------------- | ----------- |
|      | Флаг Пермского муниципального района | 26 июня 2008     | 4483        |

## Флаги сельских поселений
| Флаг | Наименование                                                            | Дата утверждения | Номер в ГГР |
| ---- | ----------------------------------------------------------------------- | ---------------- | ----------- |
|      | Флаг Кондратовского сельского поселения Пермского муниципального района | 26 мая 2011      | 7297        |
|      | Флаг Кукуштанского сельского поселения Пермского муниципального района  | 24 декабря 2015  |             |
|      | Флаг Лобановского сельского поселения Пермского муниципального района   | 24 января 2008   | 4055        |
|      | Флаг Моховского сельского поселения Кунгурского муниципального района   | 25 апреля 2012   | 7811        |
|      | Флаг Неволинского сельского поселения Кунгурского муниципального района | 29 мая 2013      | 8474        |
|      | Флаг Платошинского сельского поселения Пермского муниципального района  | 25 сентября 2008 | 4797        |
|      | Флаг Савинского сельского поселения Пермского муниципального района     | 2 марта 2011     | 6825        |

| Флаг | Наименование                                                              | Дата утверждения | Номер в ГГР |
| ---- | ------------------------------------------------------------------------- | ---------------- | ----------- |
|      | Флаг Сылвенского сельского поселения Пермского муниципального района      | 19 июня 2007     | 3606        |
|      | Флаг Тихановского сельского поселения Кунгурского муниципального района   | 9 февраля 2012   | 7505        |
|      | Флаг Троельжанского сельского поселения Кунгурского муниципального района | 26 апреля 2011   | 6938        |
|      | Флаг Усть-Качкинского сельского поселения Пермского муниципального района | 29 марта 2012    | 7821        |
|      | Вымпел Юго-Камского сельского поселения Пермского муниципального района   | 26 апреля 2006   |             |
|      | Флаг Юговского сельского поселения Пермского муниципального района        | 8 декабря 2006   | 2935        |

## Флаги упразднённых муниципальных образований
| Флаг | Наименование | Дата утверждения | Номер в ГГР |
| Законом Пермского края от 27 мая 2019 года № 395−ПК все муниципальные образования Александровского муниципального района были преобразованы в Александровский муниципальный округ. | Законом Пермского края от 27 мая 2019 года № 395−ПК все муниципальные образования Александровского муниципального района были преобразованы в Александровский муниципальный округ. | Законом Пермского края от 27 мая 2019 года № 395−ПК все муниципальные образования Александровского муниципального района были преобразованы в Александровский муниципальный округ. | Законом Пермского края от 27 мая 2019 года № 395−ПК все муниципальные образования Александровского муниципального района были преобразованы в Александровский муниципальный округ. |
| --- | --- | --- | --- |
| | Флаг Яйвинского городского поселения Александровского муниципального района | 28 февраля 2008 | 6933 |
| Законом Пермского края от 27 мая 2019 года № 396−ПК все муниципальные образования Берёзовского муниципального района были преобразованы в Берёзовский муниципальный округ. | | | |
| | Флаг Асовского сельского поселения Берёзовского муниципального района | 28 июня 2010 | 6398 |
| | Флаг Берёзовского сельского поселения Берёзовского муниципального района | 1 декабря 2009 | 5790 |
| | Флаг Дубовского сельского поселения Берёзовского муниципального района | 10 декабря 2009 | 5949 |
| | Флаг Заборьинского сельского поселения Берёзовского муниципального района | 4 декабря 2009 | 5951 |
| | Флаг Кляповского сельского поселения Берёзовского муниципального района | 29 января 2010 | 5953 |
| | Флаг Переборского сельского поселения Берёзовского муниципального района | 24 ноября 2009 | 5955 |
| | Флаг Сосновского сельского поселения Берёзовского муниципального района | 10 февраля 2010 | 5957 |
| Законом Пермского края от 23 февраля 2019 года № 355−ПК все муниципальные образования Верещагинского муниципального района были преобразованы в Верещагинский городской округ. | | | |
| | Флаг Верещагинского городского поселения Верещагинского муниципального района | 8 декабря 2006 | |
| | Флаг Бородульского сельского поселения Верещагинского муниципального района | 31 января 2007 | 2939 |
| | Флаг Вознесенского сельского поселения Верещагинского муниципального района | 11 февраля 2008 | 4057 |
| | Флаг Зюкайского сельского поселения Верещагинского муниципального района | 20 ноября 2006 | 2937 |
| | Флаг Нижнегалинского сельского поселения Верещагинского муниципального района | 19 декабря 2006 | 5959 |
| | Флаг Путинского сельского поселения Верещагинского муниципального района | 28 ноября 2006 | 3444 |
| | Флаг Сепычевского сельского поселения Верещагинского муниципального района | 17 ноября 2006 | 2943 |
| Законом Пермского края от 9 февраля 2018 года № 190−ПК Гремячинское городское поселение было выделено из состава Гремячинского муниципального района и было преобразовано в Гремячинский городской округ. Законом Пермского края от 27 апреля 2018 года № 221−ПК все муниципальные образования Гремячинского муниципального района были объединены с Гремячинским городским округом.                        | | | |
| | Флаг Гремячинского городского поселения Гремячинского муниципального района | 12 мая 2011 | 6936 |
| Законом Пермского края от 6 июня 2012 года № 41−ПК, из состава Губахинского муниципального района выделено Губахинское городское поселение, преобразованное в городской округ «Город Губаха» Законом Пермского края от 28 августа 2012 года № 87−ПК, Северо-Углеуральское городское поселение и Широковское сельское поселение объединены с городским округом «Город Губаха» в Губахинский городской округ. | | | |
| | Флаг Губахинского городского поселения Губахинского муниципального района | 16 февраля 2011 | 6813 |
| | Флаг Северо-Углеуральского городского поселения Губахинского муниципального района                                                                                                 | 20 октября 2010 | 7257 |
| | Флаг Широковского сельского поселения Губахинского муниципального района | 29 сентября 2010 | 7012 |
| Законом Пермского края от 25 марта 2019 года № 369−ПК все муниципальные образования Добрянского муниципального района были преобразованы в Добрянский городской округ. | | | |
| | Флаг Добрянского городского поселения Добрянского муниципального района | 10 октября 2006 | 2629 |
| | Флаг Полазненского городского поселения Добрянского муниципального района | 22 мая 2006 | 2408 |
| | Флаг Вильвенского сельского поселения Добрянского муниципального района | 12 апреля 2012 | 7799 |
| | Флаг Висимского сельского поселения Добрянского муниципального района | 25 мая 2012 | 7801 |
| | Флаг Дивьинского сельского поселения Добрянского муниципального района | 1 ноября 2010 | 6494 |
| | Флаг Краснослудского сельского поселения Добрянского муниципального района | 8 декабря 2010 | 7026 |
| | Флаг Перемского сельского поселения Добрянского муниципального района | 30 апреля 2010 | 6217 |
| | Флаг Сенькинского сельского поселения Добрянского муниципального района | 23 апреля 2012 | 7819 |
| Законом Пермского края от 5 ноября 2019 года № 475−ПК все муниципальные образования Еловского муниципального района были преобразованы в Еловский муниципальный округ. | | | |
| | Флаг Дубровского сельского поселения Еловского муниципального района | 17 февраля 2009 | 6811 |
| Законом Пермского края от 25 марта 2019 года № 370−ПК все муниципальные образования Ильинского муниципального района были преобразованы в Ильинский городской округ. | | | |
| | Флаг Чёрмозского городского поселения Ильинского муниципального района | 13 февраля 2009 | 4726 |
| Законом Пермского края от 2 марта 2020 года № 511−ПК все муниципальные образования Карагайского муниципального района были преобразованы в Карагайский муниципальный округ. | | | |
| | Флаг Карагайского сельского поселения Карагайского муниципального района | 29 июля 2011 | 7274 |
| | Флаг Козьмодемьянского сельского поселения Карагайского муниципального района | 29 ноября 2010 | 7028 |
| | Флаг Менделеевского сельского поселения Карагайского муниципального района | 19 августа 2010 | 6405 |
| | Флаг Нердвинского сельского поселения Карагайского муниципального района | 14 июля 2011 | 7276 |
| | Флаг Никольского сельского поселения Карагайского муниципального района | 18 марта 2011 | 6815 |
| | Флаг Обвинского сельского поселения Карагайского муниципального района | | 7020 |
| | Флаг Рождественского сельского поселения Карагайского муниципального района | 10 февраля 2011 | 6817 |
| Законом Пермского края от 26 марта 2018 года № 211−ПК Краснокамское городское поселение было выделено из состава Краснокамского муниципального района и было преобразовано в Краснокамский городской округ. Законом Пермского края от 28 мая 2018 года № 234−ПК все муниципальные образования Краснокамского муниципального района были объединены с Краснокамским городским округом.                       | | | |
| | Флаг Краснокамского городского поселения Краснокамского муниципального района | 28 мая 2008 | 4061 |
| Законом Пермского края от 20 июня 2019 года № 425−ПК все муниципальные образования Кудымкарского муниципального района были преобразованы в Кудымкарский муниципальный округ. | | | |
| | Флаг Верх-Иньвенского сельского поселения Кудымкарского муниципального района | 16 мая 2011 | 6935 |
| Законом Пермского края от 29 апреля 2020 года № 534−ПК все муниципальные образования Куединского муниципального района были преобразованы в Куединский муниципальный округ. | | | |
| | Флаг Бикбардинского сельского поселения Куединского муниципального района | 9 марта 2011 | 6819 |
| | Флаг Большегондырского сельского поселения Куединского муниципального района | 8 декабря 2011 | 7008 |
| | Флаг Большекустовского сельского поселения Куединского муниципального района | 28 января 2011 | 6821 |
| | Флаг Большеусинского сельского поселения Куединского муниципального района | 8 декабря 2010 | 7000 |
| | Флаг Куединского сельского поселения Куединского муниципального района | 3 февраля 2011 | 6823 |
| | Флаг Нижнесавинского сельского поселения Куединского муниципального района | 7 декабря 2010 | 7010 |
| | Флаг Ошьинского сельского поселения Куединского муниципального района | 6 декабря 2010 | 7291 |
| | Флаг Талмазского сельского поселения Куединского муниципального района | 3 декабря 2010 | 7004 |
| | Флаг Фёдоровского сельского поселения Куединского муниципального района | 7 декабря 2010 | 7022 |
| | Флаг Шагиртского сельского поселения Куединского муниципального района | 30 ноября 2010 | 7002 |

| Флаг | Наименование | Дата утверждения | Номер в ГГР |  |
| Законом Пермского края от 25 апреля 2019 года № 386−ПК все муниципальные образования Нытвенского муниципального района были преобразованы в Нытвенский городской округ. | Законом Пермского края от 25 апреля 2019 года № 386−ПК все муниципальные образования Нытвенского муниципального района были преобразованы в Нытвенский городской округ. | Законом Пермского края от 25 апреля 2019 года № 386−ПК все муниципальные образования Нытвенского муниципального района были преобразованы в Нытвенский городской округ. | Законом Пермского края от 25 апреля 2019 года № 386−ПК все муниципальные образования Нытвенского муниципального района были преобразованы в Нытвенский городской округ. |  |
| --- | --- | --- | --- |  |
| | Флаг Новоильинского городского поселения Нытвенского муниципального района                                                                                              | 21 октября 2009 | 5796 |  |
| | Флаг Нытвенского городского поселения Нытвенского муниципального района                                                                                                 | 30 мая 2007 | 3689 |  |
| | Флаг Уральского городского поселения Нытвенского муниципального района                                                                                                  | 11 октября 2007 | 3693 |  |
| | Флаг Григорьевского сельского поселения Нытвенского муниципального района                                                                                               | 21 октября 2010 | 6496 |  |
| | Флаг Чайковского сельского поселения Нытвенского муниципального района                                                                                                  | 5 октября 2007 | 3706 |  |
| | Флаг Чекменевского сельского поселения Нытвенского муниципального района                                                                                                | 22 июня 2007 | 3691 |  |
| | Флаг Шерьинского сельского поселения Нытвенского муниципального района                                                                                                  | | 4507 |  |
| Законом Пермского края от 27 мая 2019 года № 397−ПК все муниципальные образования Ординского муниципального района были преобразованы в Ординский муниципальный округ. | | | |  |
| | Флаг Ашапского сельского поселения Ординского муниципального района | 1 декабря 2009 | 5792 |  |
| | Флаг Карьевского сельского поселения Ординского муниципального района                                                                                                   | 13 ноября 2009 | 6252 |  |
| | Флаг Красноясыльского сельского поселения Ординского муниципального района                                                                                              | 20 апреля 2010 | 6215 |  |
| | Флаг Медянского сельского поселения Ординского муниципального района | 5 февраля 2010 | 5961 |  |
| | Флаг Ординского сельского поселения Ординского муниципального района | 25 ноября 2009 | 5794 |  |
| Законом Пермского края от 23 февраля 2019 года № 356−ПК все муниципальные образования Осинского муниципального района были преобразованы в Осинский городской округ. | | | |  |
| | Флаг Осинского муниципального района | 25 марта 2010 | 5892 |  |
| | Флаг Осинского городского поселения Осинского муниципального района | 22 июля 2008 | 4481 |  |
| | Флаг Верхнедавыдовского сельского поселения Осинского муниципального района                                                                                             | 28 мая 2012 | 7797 |  |
| | Флаг Горского сельского поселения Осинского муниципального района | 22 июня 2012 | 7803 |  |
| | Флаг Гремячинского сельского поселения Осинского муниципального района                                                                                                  | 18 мая 2012 | 7805 |  |
| | Флаг Комаровского сельского поселения Осинского муниципального района                                                                                                   | 24 мая 2012 | 7807 |  |
| | Флаг Крыловского сельского поселения Осинского муниципального района | 26 апреля 2012 | 7809 |  |
| | Флаг Новозалесновского сельского поселения Осинского муниципального района                                                                                              | 25 апреля 2012 | 7813 |  |
| | Флаг Паклинского сельского поселения Осинского муниципального района | 30 мая 2012 | 7815 |  |
| | Флаг Пальского сельского поселения Осинского муниципального района | 11 мая 2012 | 7817 |  |
| Законом Пермского края от 23 апреля 2018 года № 224−ПК Оханское городское поселение было выделено из состава Оханское муниципального района и было преобразовано в Оханский городской округ. Законом Пермского края от 28 мая 2018 года № 235−ПК все муниципальные образования Оханского муниципального района были объединены с Оханским городским округом.                            | | | |  |
| | Флаг Оханского городского поселения Оханского муниципального района | 20 апреля 2009 | 4795 |  |
| Законом Пермского края от 25 марта 2019 года № 373−ПК все муниципальные образования Очёрского муниципального района были преобразованы в Очёрский городской округ. | | | |  |
| | Флаг Очёрского городского поселения Очёрского муниципального района | 31 августа 2011 | 7278 |  |
| Законом Пермского края от 28 мая 2018 года № 236−ПК все муниципальные образования Соликамского муниципального района были объединены с Соликамским городским округом. | | | |  |
| | Флаг Соликамского муниципального района | 16 октября 2009 | 5586 |  |
| | Флаг Краснобережского сельского поселения Соликамского муниципального района                                                                                            | 10 мая 2016 | 11194 |  |
| | Флаг Половодовского сельского поселения Соликамского муниципального района                                                                                              | 2 сентября 2009 | 5588 |  |
| | Флаг Родниковского сельского поселения Соликамского муниципального района                                                                                               | 22 ноября 2012 | 8299 |  |
| | Флаг Тюлькинского сельского поселения Соликамского муниципального района                                                                                                | 4 февраля 2010 | 6219 |  |
| Законом Пермского края от 20 июня 2019 года № 428−ПК все муниципальные образования Уинского муниципального района были преобразованы в Уинский муниципальный округ. | | | |  |
| | Флаг Аспинского сельского поселения Уинского муниципального района | 6 октября 2012 | 6498 |  |
| | Флаг Нижнесыповского сельского поселения Уинского муниципального района                                                                                                 | 1 июля 2010 | 6406 |  |
| | Флаг Уинского сельского поселения Уинского муниципального района | 20 ноября 2014 | 10753 |  |
| Законом Пермского края от 21 июня 2018 года № 252−ПК все муниципальные образования Усольского муниципального района были объединены с муниципальным образованием «Город Березники» | | | |  |
| | Флаг Усольского муниципального района | 9 апреля 2009 | 4801 |  |
| | Флаг Усольского городского поселения Усольского муниципального района                                                                                                   | 17 апреля 2009 | 4799 |  |
| | Флаг Романовского сельского поселения Усольского муниципального района                                                                                                  | 16 февраля 2012 | 7507 |  |
| | Флаг Троицкого сельского поселения Усольского муниципального района | 8 апреля 2016 | 10755 |  |
| Законом Пермского края от 26 марта 2018 года № 212−ПК из состава из состава Чайковского муниципального района было выделено Чайковское городское поселение которое было преобразовано в Чайковский городской округ. Законом Пермского края от 28 мая 2018 года № 237−ПК все муниципальные образования Чайковского муниципального района были объединены с Чайковским городским округом. | | | |  |
| | Флаг Чайковского городского поселения Чайковского муниципального района                                                                                                 | 17 сентября 2015 | 10771 |  |
| | Флаг Альняшинского сельского поселения Чайковского муниципального района                                                                                                | 17 февраля 2011 | 6827 |  |
| | Флаг Большебукорского сельского поселения Чайковского муниципального района                                                                                             | 30 ноября 2010 | 7024 |  |
| | Флаг Ваньковского сельского поселения Чайковского муниципального района                                                                                                 | 29 июля 2010 | 6399 |  |
| | Флаг Марковского сельского поселения Чайковского муниципального района                                                                                                  | 25 февраля 2011 | 6829 |  |
| | Флаг Ольховского сельского поселения Чайковского муниципального района                                                                                                  | 17 декабря 2008 | 4730 |  |
| | Флаг Уральского сельского поселения Чайковского муниципального района                                                                                                   | 20 июня 2011 | 7293 |  |
| | Флаг Фокинского сельского поселения Чайковского муниципального района                                                                                                   | 19 апреля 2012 | 7823 |  |
| Законом Пермского края от 2 марта 2020 года № 513−ПК все муниципальные образования Частинского муниципального района были преобразованы в Частинский муниципальный округ. | | | |  |
| | Флаг Ножовского сельского поселения Частинского муниципального района                                                                                                   | 25 июля 2008 | 4311 |  |
| Законом Пермского края от 25 марта 2019 года № 374−ПК все муниципальные образования Чердынского муниципального района были преобразованы в Чердынский городской округ | | | |  |
| | Флаг Ныробского городского поселения Чердынского муниципального района                                                                                                  | 29 января 2009 | 4728 |  |
| | Флаг Чердынского городского поселения Чердынского муниципального района                                                                                                 | 7 декабря 2009 | 5888 |  |
| | Флаг Рябининского сельского поселения Чердынского муниципального района                                                                                                 | 26 ноября 2007 | 4059 |  |
| Законом Пермского края от 23 февраля 2019 года № 357−ПК все муниципальные образования Чернушинского муниципального района были преобразованы в Чернушинский городской округ | | | |  |
| | Флаг Чернушинского городского поселения Чернушинского муниципального района                                                                                             | 18 февраля 2011 | 6831 |  |
| Законом Пермского края от 25 марта 2019 года № 375−ПК все муниципальные образования Чусовского муниципального района были преобразованы в Чусовской городской округ | | | |  |
| | Флаг Чусовского городского поселения Чусовского муниципального района                                                                                                   | 26 декабря 2007 | 4022 |  |
| Законом Пермского края от 20 июня 2019 года № 427−ПК все муниципальные образования Юсьвинского муниципального района были преобразованы в Юсьвинский муниципальный округ. | | | |  |
| | Флаг Майкорского сельского поселения Юсьвинского муниципального района                                                                                                  | 21 сентября 2018 | |  |
| | Флаг Пожвинского сельского поселения Юсьвинского муниципального района                                                                                                  | 1 июля 2011 | 7295 |  |

## Упразднённые флаги
| Флаг | Наименование                                     | Дата утверждения | Дата отмены      |
| ---- | ------------------------------------------------ | ---------------- | ---------------- |
|      | Флаг Коми-Пермяцкого автономного округа          | 19 февраля 1996  | 14 июля 1997     |
|      | Флаг Коми-Пермяцкого автономного округа          | 14 июля 1997     | 1 декабря 2005   |
|      | Флаг ЗАТО посёлок Звёздный                       | 26 мая 1998      | 17 августа 2010  |
|      | Флаг Берёзовского района                         | 11 июня 2002     | 22 октября 2009  |
|      | Флаг муниципального образования «Город Добрянка» | 16 декабря 1998  | 31 января 2006   |
|      | Флаг Добрянского муниципального района           | 31 января 2006   | 24 апреля 2007   |
|      | Флаг Ильинского муниципального района            | 27 июня 2008     | 26 ноября 2008   |
|      | Флаг Карагайского муниципального района          | 25 июня 2004     | 17 сентября 2010 |
|      | Флаг Краснокамского муниципального образования   | 18 июня 2003     | 29 ноября 2006   |
|      | Флаг Кунгурского муниципального района           | 25 декабря 2008  | 29 июля 2009     |
|      | Флаг Нытвенского района                          | 22 марта 2007    | 25 апреля 2019   |
|      | Флаг Ординского района                           | 11 июня 2004     | 23 октября 2009  |

| Флаг | Наименование                                                                | Дата утверждения | Дата отмены      |
| ---- | --------------------------------------------------------------------------- | ---------------- | ---------------- |
|      | Флаг Чердынского района                                                     | 10 ноября 2003   | 18 декабря 2009  |
|      | Флаг города Чернушки (Чернушинского района)                                 | 17 августа 2001  | 26 сентября 2008 |
|      | Флаг Чернушинского муниципального района                                    | 26 сентября 2008 | 27 августа 2010  |
|      | Флаг Ныробского городского поселения Чердынского муниципального района      | 6 июня 2007      | 29 января 2009   |
|      | Флаг Чердынского городского поселения Чердынского муниципального района     | 28 марта 2006    | 7 декабря 2009   |
|      | Флаг муниципального образования «Город Чёрмоз»                              | 31 июля 2003     | 13 февраля 2009  |
|      | Чусовой                                                                     | 2000             |                  |
|      | Флаг Большебукорского сельского поселения Чайковского муниципального района | 18 июня 2010     | 30 ноября 2010   |
|      | Флаг Кукуштанского сельского поселения Пермского муниципального района      | 20 августа 2015  | 24 декабря 2015  |
|      | Флаг Обвинского сельского поселения Карагайского муниципального района      | 12 ноября 2010   |                  |
|      | Флаг Троицкого сельского поселения Усольского муниципального района         | 18 ноября 2014   | 8 апреля 2016    |